# Stephanie Jacobsen
Stephanie Jacobsen (n. 22 iunie 1980, Hong Kong) este o actriță australiană.

## Filmografie
| An   | Titlu                       | Rol         | Note                |
| ---- | --------------------------- | ----------- | ------------------- |
| 2007 | Battlestar Galactica: Razor | Kendra Shaw | Film de televiziune |
| 2009 | The Devil's Tomb            | Yoshi       | Direct-pe-DVD       |
| 2010 | Quantum Apocalypse          | Lynne       | Film de televiziune |
| 2011 | Three Inches                | Watts       | Film de televiziune |
| 2012 | Alex Cross                  | Fan Yau     |                     |
| 2014 | House of Secrets            | Alison      | Film de televiziune |

| An        | Titlu                                   | Rol             | Note                                  |
| --------- | --------------------------------------- | --------------- | ------------------------------------- |
| 2000–2001 | Pizza                                   | Selina          | 5 episoade                            |
| 2001–2002 | Home and Away                           | Charlotte Adams | 10 September 2001 – 3 September 2002  |
| 2001      | Farscape                                | Nurse Froy      | Episodul: "Incubator"                 |
| 2005–2006 | headLand                                | Li-Liu Tan      | 10 episoade                           |
| 2008–2009 | Terminator: The Sarah Connor Chronicles | Jesse Flores    | 10 episoade                           |
| 2009–2010 | Melrose Place                           | Lauren Yung     | 18 episoade                           |
| 2011      | Two and a Half Men                      | Penelope        | Episodul: "People Who Love Peepholes" |
| 2013      | Hawaii Five-0                           | Amy Davidson    | Episodul: "Hana I WaʻIa"              |
| 2014      | Revenge                                 | Niko Takeda     | 4 episoade                            |
| 2014      | Star-Crossed                            | Eva Benton      | 5 episoade                            |
| 2014      | NCIS                                    | Leia Pendergast | 1 episod                              |